# Movimento del Sessantotto

Prime manifestazioni studentesche a Roma il 24 febbraio 1968

Lavagna in una scuola occupata nel 1968

Il movimento del Sessantotto, o più brevemente Sessantotto , è un fenomeno socio-culturale avvenuto negli anni a cavallo dell'anno 1968, durante i quali grandi movimenti di massa socialmente eterogenei (studenti, operai, intellettuali e gruppi etnici minoritari), formatisi spesso per aggregazione spontanea, interessarono quasi tutti gli Stati del mondo con la loro forte carica di contestazione giovanile contro gli apparati di potere dominanti e le loro ideologie. Lo svolgersi degli eventi in un tempo relativamente ristretto contribuì a identificare il movimento con il nome dell'anno in cui esso si manifestò in modo più attivo.
È stato un movimento sociale e politico che ha profondamente diviso l'opinione pubblica e i critici, tra chi sostiene che sia stato uno straordinario momento di crescita civile che ha introdotto nella società mutamenti irreversibili (sviluppo dello spirito critico in ogni campo, superamento definitivo di diverse forme di moralismo, di autoritarismo, di emarginazione della donna e di altri settori della società) e chi al contrario sostiene che si sia trattato di un fenomeno di conformismo di massa, un'ondata eversiva che ha messo in pericolo la stabilità della società liberaldemocratica.

## Contesto storico
Il movimento nacque originariamente a metà degli anni sessanta negli Stati Uniti e raggiunse la sua massima espansione nel 1968 nell'Europa occidentale con il suo apice nel Maggio francese.
Nel 1964, all'Università di Berkeley, i cui aspetti elitari erano uno dei simboli della società statunitense, scoppiò una rivolta senza precedenti. Il contagio fu immediato. Nei campus americani la protesta giovanile mise insieme classi, ceti, gruppi, investì la morale e i rapporti umani. Gli studenti si schierarono contro la guerra del Vietnam, a favore delle battaglie per i diritti civili e alle filosofie che esprimevano il rifiuto radicale verso un certo stile di vita. Al contempo, alcune popolazioni del blocco orientale si sollevarono per denunciare la mancanza di libertà e l'invadenza della burocrazia di partito, gravissimo problema sia dell'Unione Sovietica sia dei Paesi legati a essa.
Diffusa in buona parte del mondo, dall'Occidente all'Est comunista, la «contestazione generale» ebbe come nemico comune il principio di autorità come giustificativo del potere nella società. Nelle scuole gli studenti contestavano i pregiudizi dei professori e del sistema scolastico scarso ed obsoleto. Nelle fabbriche gli operai rifiutavano l'organizzazione del lavoro. Facevano il loro esordio nuovi movimenti che mettevano in discussione le discriminazioni all'etnia.
Gli obiettivi comuni ai diversi movimenti erano una radicale trasformazione della società sulla base del principio di uguaglianza, l'opposizione ai poteri costituiti in nome della partecipazione di tutti alle decisioni, l'opposizione al capitalismo e alla società dei consumi, la liberazione dei popoli sotto il giogo coloniale, la lotta al militarismo delle grandi potenze, l'eliminazione di ogni forma di oppressione sociale e di discriminazione razziale.

### Movimenti giovanili anti-sistema: beat, hippy, provo
Negli anni cinquanta del XX secolo si diffusero, nei giovani e non solo, nuovi modi di pensare, nuovi valori, nuove visioni della società, nuovi stili di vita. Non si trattò solo di evoluzione, ma di netta rottura con il passato e con la cultura dominante, e di un impulso innovativo proiettato verso l’esterno e verso il futuro. Queste trasformazioni investirono sia l’arte, sia la cultura, sia il costume, con continui interscambi fra questi ambiti.
Il fenomeno beat balzò all’evidenza, inizialmente, nel mondo della cultura, soprattutto nella letteratura, per opera di figure come Jack Kerouac, Lawrence Ferlinghetti, Lucien Carr, Allen Ginsberg, William S. Burroughs, Neal Cassady, Gary Snyder. Ci fu un processo di aggregazioni giovanili attorno a happening letterari incentrati su questi personaggi, ma in realtà tali poeti e scrittori descrivevano una realtà già esistente da alcuni anni, la beat generation, caratterizzata da stili di vita giovanili alternativi. I nuovi orientamenti e interessi spaziavano fra misticismo, approfondimenti di diverse culture (come le filosofie orientali), avvicinamento alla natura e allontanamento dalla società industriale avanzata, nuove forme di percezione ed esperienze psichedeliche, scelte di vita caratterizzate da rottura con la famiglia tradizionale, ricerca di esperienze comunitarie, liberazione sessuale. Gruppi di beat sorsero rapidamente anche in Europa e altrove.
A partire dalla metà degli anni 1960, le aggregazioni giovanili di questo tipo presero il nome di hippy (mentre il termine beat si spostò principalmente a denotare un particolare tipo di musica ad esse collegata, che ebbe come principali riferimenti i Beatles ed i Rolling Stones). Si distinsero per costumi molto liberi e ampio uso di sostanze stupefacenti, soprattutto LSD, un allucinogeno che proprio in quegli anni fu immesso sul mercato con rapida diffusione per le doti psicotrope della sostanza. Gli hippy non solo si aggregarono in realtà alternative (comuni), ma si proiettarono fortemente all’esterno in forme di protesta sociale e politica, principalmente contro la guerra in Vietnam e contro la discriminazione razziale.
I provo furono un movimento di controcultura sorto nei Paesi Bassi intorno al 1965. La loro battaglia era incentrata contro il consumismo ed in difesa dell'ambiente, anticipando fortemente l’ambientalismo che diverrà un tema centrale nei movimenti giovanili solo diversi anni dopo. Attuavano manifestazioni, sempre nonviolente, di grande visibilità e spesso molto provocatorie.
Avevano come simbolo le biciclette bianche, sulle quali giravano in enormi gruppi per le città. Avanzavano una precisa proposta politica costituita dai Progetti bianchi: chiedevano la socializzazione dei mezzi di trasporto e delle abitazioni (segnalavano pubblicamente gli appartamenti sfitti da occupare - anticipando di molti anni il fenomeno degli squatter, organizzavano momenti di informazione popolare sui metodi contraccettivi. Il principale loro progetto politico era il Piano delle Biciclette Bianche, che prevedeva di abolire progressivamente il traffico motorizzato sostituendolo con quello ciclistico, utilizzando biciclette di proprietà pubblica (anticipando di molti anni le successive iniziative di car-sharing).

### Nascita della «Nuova Sinistra»
Negli anni 1960 nacque la Nuova Sinistra (New Left fu un termine coniato dal sociologo americano Charles Wright Mills) focalizzata non solo, come per la sinistra tradizionale, sulla disuguaglianza sociale e lo sfruttamento del lavoro, ma anche su problematiche coinvolgenti la persona nella società industriale avanzata, sull'alienazione, il disagio, l'autoritarismo, la disumanizzazione indotta dal mercato, dai consumi, dai mezzi di comunicazione di massa che manipolano il pensiero ed inducono falsi bisogni. Si cominciò ad andare al di là dei riferimenti ideologici classici della sinistra (Marx, Lenin), rivolgendosi alle più diverse forme di marxismo critico, ed anche, oltre il marxismo, al pensiero critico filosofico, sociologico, psicoanalitico. Non si considerava più solamente la fabbrica come istituzione totale alienante, ma anche la famiglia, la caserma, il carcere, l'ospedale psichiatrico. Ci si aprì a nuove vedute approfondendo il pensiero di Louis Althusser, Herbert Marcuse, Theodor Adorno, Max Horkheimer, Jürgen Habermas, Wilhelm Reich, Michel Foucault, Ronald Laing.
Della sinistra storica si valorizzavano orientamenti in passato minoritari spesso emarginati, come l'anarchismo ed il trotskismo. Il riferimento ideale all'URSS venne meno, e si condividevano invece posizioni del dissenso nei paesi dell'Europa orientale, come il marxismo critico di Jacek Kuroń e Karol Modzelewski in Polonia, e di Robert Havemann nella Germania Est. Al contrario, in altri casi ci si allineò, dopo la rottura Cina-URSS, con il pensiero di Mao Zedong, che esaltava l'URSS dei tempi di Stalin, ed accusava la direzione sovietica del dopo XX congresso PCUS di revisionismo e "social-imperialismo". Nuovi riferimenti furono la rivoluzione cubana e la lotta terzomondista di Ernesto "Che" Guevara. Divennero figure importanti anche pensatori ed attivisti provenienti dai Paesi in via di sviluppo, antimperialisti ed anticapitalisti non appoggiati esclusivamente al leninismo classico ma con punti di vista innovativi come Amílcar Cabral, Hosea Jaffe, Samir Amin. Nonostante i settori maoisti si ispirassero a Stalin, la maggioranza della nuova sinistra rifiutava il dogmatismo ed il monolitismo dei partiti storici della sinistra. Si privilegiava la partecipazione diretta, la democrazia assembleare, la spontaneità e l'immediatezza dell'azione.
La maggior parte delle nuove organizzazioni, che furono numerosissime ed in continua evoluzione (spesso con scissioni, fusioni, scioglimenti e rinascite), nacquero al di fuori della sinistra tradizionale, mentre alcune presero vita all'interno. In Italia fu il caso del Manifesto, un gruppo di importanti figure del PCI (Lucio Magri, Rossana Rossanda, Luigi Pintor, Aldo Natoli, Valentino Parlato, Luciana Castellina, Lidia Menapace) che tramite l'omonima rivista da loro fondata aprirono un dibattito aperto e critico che portò alla messa in discussione del ruolo guida dell'URSS per i comunisti; per questo, dopo un processo interno, furono espulsi dal partito, e andarono a costituire una nuova formazione che ebbe da subito alcune migliaia di aderenti.

### La morte di Che Guevara

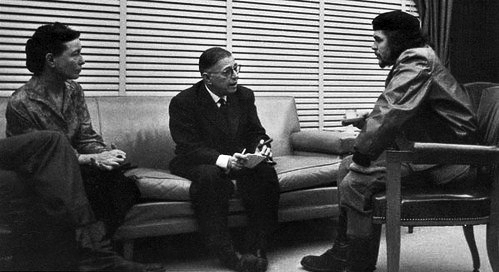
Jean-Paul Sartre con Simone de Beauvoir e Che Guevara nel 1960

Nell'ottobre 1967 i militari boliviani annunciarono la morte di Che Guevara.
Leader della rivoluzione guerrigliera assieme a Fidel Castro a Cuba e poi, dopo la vittoria della rivoluzione, Ministro dell'Economia del nuovo regime socialista, si era allontanato dall'isola l'anno precedente per iniziare una nuova rivoluzione nelle montagne della Bolivia. Nella primavera del 1967 era stato reso noto un suo appello ai rivoluzionari del mondo, dal titolo Creare due, tre, molti Vietnam. Compito dei rivoluzionari, secondo Che Guevara, era affiancare il Vietnam con numerosi altri movimenti insurrezionali in tutte le aree del mondo, che vanificassero l'azione «di polizia» della superpotenza americana, garantendo la vittoria del Fronte nazionale di liberazione in Vietnam e la sconfitta dell'imperialismo statunitense. La morte da guerrigliero in territorio boliviano nel 1967 contribuì a fare di Che Guevara un simbolo della lotta contro ogni forma di oppressione. La sua tensione ideale ispirò lo spirito rivoluzionario che contraddistinse la protesta studentesca europea alla fine degli anni sessanta.
A partire dal novembre 1967, in diversi Paesi europei si diffusero agitazioni studentesche: dapprima concentrate nelle Università, che vennero occupate e dove il movimento tentò di dare vita a forme di «controeducazione alternativa» a quella ufficiale attraverso volantini ciclostilati, l'opposizione «extraparlamentare», come all'epoca veniva definita, progettava di investire progressivamente l'intera società a partire dalla base stessa.

## Il movimento nel mondo

### Stati Uniti

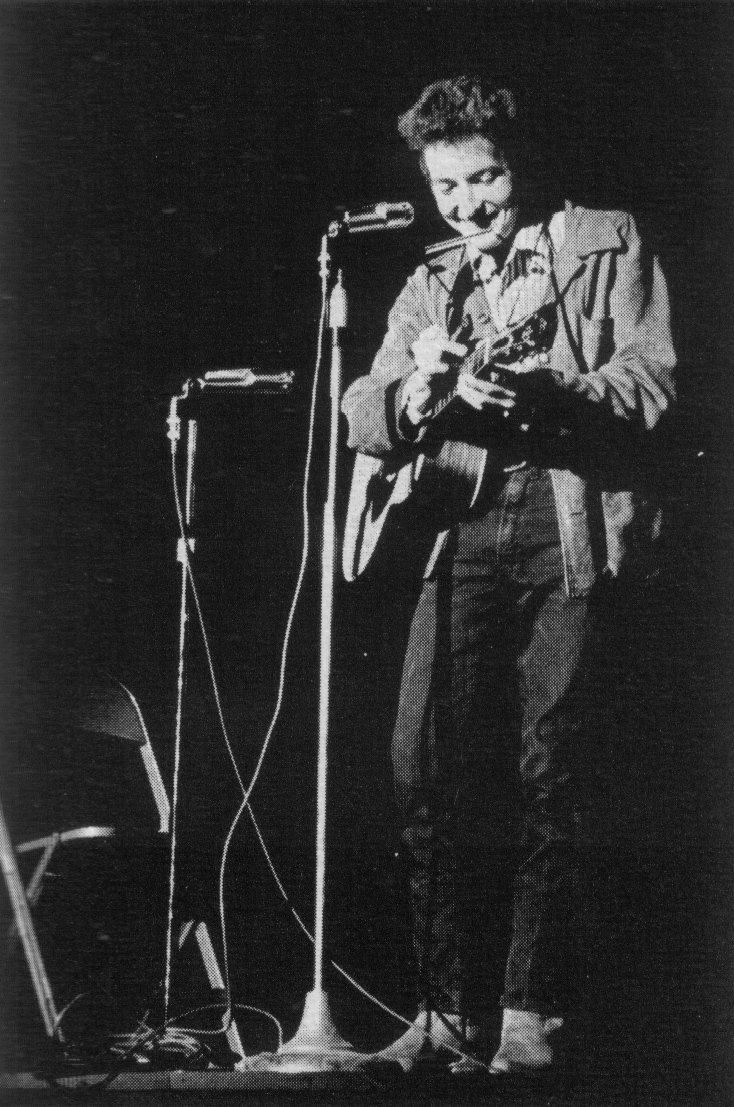
Bob Dylan, uno dei personaggi chiave del movimento di protesta americano

Negli Stati Uniti le lotte si polarizzarono contro la società dei consumi, contro la guerra del Vietnam, nell'appoggio alle battaglie dei neri per il riconoscimento dei loro diritti civili e per il miglioramento delle condizioni di vita e di lavoro.
Agli inizi degli anni 1960 si sviluppò il movimento hippy, parola di gergo che voleva dire «uno che ha mangiato la foglia», in seguito ribattezzati «figli dei fiori», poiché la loro unica arma erano appunto i fiori. Gli hippy si battevano contro la guerra nel Vietnam. Si trattava di un sanguinoso conflitto che dal 1962 vedeva impegnati gli Stati Uniti, che combattevano l'unificazione tra Vietnam del Nord e Vietnam del Sud, poiché al Nord vi era un governo comunista, mentre al Sud vi era un governo filoamericano. Il timore americano era l'unificazione del Vietnam sotto un regime comunista, che si sarebbe potuto diffondere anche ad altri Stati asiatici. Nel Sud filoamericano, inoltre, vi era un nutrito gruppo di comunisti (i Viet Cong) che si battevano per l'unificazione del Vietnam e perciò, con l'appoggio del governo del Vietnam del Nord e della Cina, diedero vita ad atti di guerriglia. Gli Stati Uniti si ritirarono dal conflitto solo nel 1973, con gli accordi di pace di Parigi, a causa della sopraggiunta impossibilità di vincere la guerra, ma anche sull'onda delle proteste dell'opinione pubblica mondiale, oramai largamente contraria al conflitto. La guerra, tuttavia, si concluse il 30 aprile 1975 con la caduta di Saigon.
In America questo movimento si unì alle battaglie dei neri per la conquista dei più elementari diritti civili. Negli Stati del Sud, negli anni cinquanta era venuto maturando un movimento nero per l'eguaglianza, promosso dalle comunità di colore. Uno degli atti più significativi fu il boicottaggio degli autobus di Montgomery, Alabama, lanciato nel 1955 per protesta contro la segregazione delle razze. Nel 1954 la Corte Suprema americana, con la sentenza "Brown v. the Board of Education of Topeka", ordinò la fine della segregazione nelle scuole: si trattò di uno dei più importanti risultati conseguiti dal movimento.
In appoggio al movimento nero del Sud gli studenti di molte università del Nord degli Stati Uniti diedero inizio alle «marce al Sud», massicce campagne d'invio di militanti – la maggior parte dei quali bianchi – durante l'estate, con il compito di proteggere il diritto di voto della popolazione nera. Il movimento ottenne significativi successi politici, contribuendo al superamento della segregazione.
Il movimento studentesco, nato nelle Università del Nord degli Stati Uniti, si era dato come obiettivo essenziale la piena attuazione di quella democrazia promessa alla fine del conflitto mondiale garantito dalla Costituzione americana ma non attuata come promesso, in quanto piena di corruzione che tollerava la persistenza della segregazione razziale negli Stati del Sud, reprimeva le forme di opposizione al sistema corrotto e dittatoriale (come evidenziato dal recente fenomeno del maccartismo contro i comunisti e, più in generale, dall'avversione talvolta violenta nei confronti degli stili di vita alternativi) e favoriva il militarismo.

A partire dal 1963-1964 le agitazioni dei neri si svilupparono rapidamente anche nelle grandi città del Nord degli Stati Uniti. Qui però il problema non era la segregazione istituzionale: la rivendicazione della piena uguaglianza con i bianchi infatti, non si accompagnava (come nel movimento per i diritti civili del Sud) con la volontà di un'integrazione sociale totale nella «comunità dei bianchi», ma al contrario voleva preservare la diversità e la specificità, culturale e sociale. Eguaglianza e diversità, soppressione dei privilegi bianchi ma autogoverno dei neri nella loro comunità.

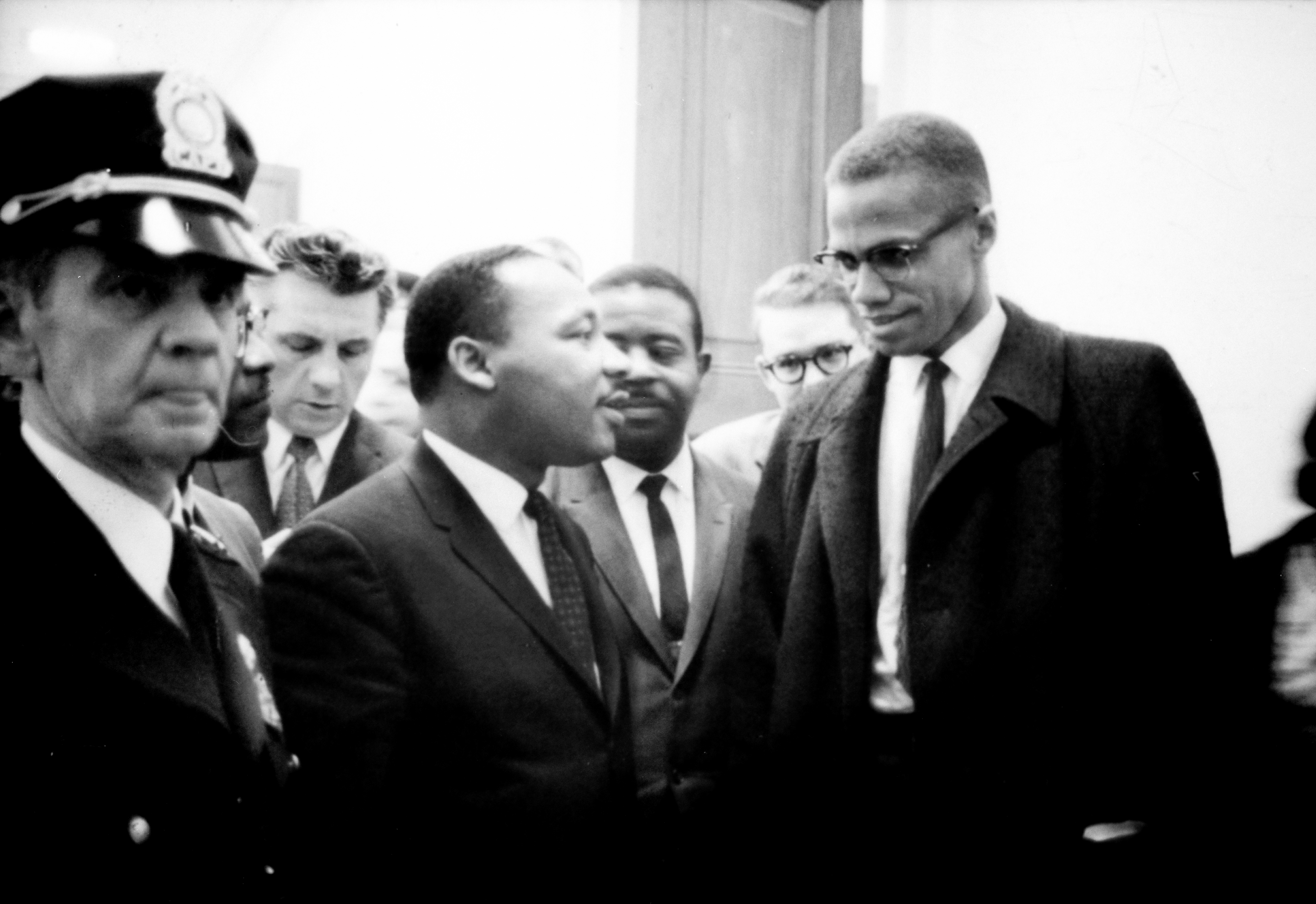
Martin Luther King con Malcolm X, prima di una conferenza stampa, 26 marzo 1964

Le battaglie per il riconoscimento dei diritti civili ai neri si dividevano sostanzialmente in due filoni.
Il primo era quello pacifista che auspicava la progressiva integrazione delle masse di colore nella società bianca; era guidato da Martin Luther King, un pastore battista apostolo della nonviolenza, che fin da giovane si era dedicato alla lotta contro la discriminazione razziale. Il suo celebre discorso, in cui auspicava l'uguaglianza tra i popoli (I have a dream) scatenò un'ondata di proteste e di violenze, culminate nel suo assassinio nel 1968.
Il secondo era quello più intransigente, guidato dalle Pantere Nere, che chiedeva non semplicemente tolleranza e diritti, ma l'accesso effettivo al potere (Black Power), rifiutava l'assimilazione nella società dei bianchi ma rivendicava l'autonomia e l'affermazione della cultura dei neri. Il movimento era di orientamento marxista e chiedeva inoltre libertà e occupazione, case e istruzione per tutti, la fine delle oppressioni anche verso le minoranze etniche.
Era guidato da personalità come Angela Davis e Malcolm X. Quest'ultimo era un avvocato allevato da una coppia di bianchi che gli avevano dato il cognome «Little»: divenuto adulto preferì cancellarlo con una X. Egli era propenso a un'alleanza tra tutti i popoli neri e lottava per la superiorità razziale del suo popolo. Secondo lui la divisione razziale era inevitabile ma accusava i bianchi, da lui reputati persone intelligenti ma responsabili della condizione dei neri, di non fare abbastanza o il necessario per risolvere questi problemi. Morì in circostanze poco chiare nel 1965, assassinato da tre membri della Nation of Islam, organizzazione che aveva lasciato da poco. Mesi prima della sua morte dopo un viaggio in Egitto e Arabia Saudita rinnegò le sue teorie sul potere nero, dicendo che esistevano dei bianchi sinceri e che era amico di buddisti, cristiani, indu, agnostici, atei, bianchi, neri, gialli, marroni, capitalisti, comunisti, socialisti, estremisti moderati.

### Francia
In Francia la protesta assunse toni molto estesi e radicali nel maggio del 1968 e parve trasformarsi in una rivolta contro lo Stato ma non assunse mai caratteri insurrezionali. Essa ebbe origine da un progetto governativo di razionalizzazione delle strutture scolastiche mirante a renderle più rispondenti alle esigenze dell'industria: cosa che significava favorire i settori tecnologicamente più avanzati, facendo pesare l'incremento della produttività sulla classe operaia. Il piano di riforma scolastica prevedeva, al termine degli studi secondari, una severa selezione da effettuarsi attraverso un esame supplementare che avrebbe ridotto considerevolmente il numero degli studenti universitari e consentito l'accesso agli studenti più dotati. In questo modo l'Università avrebbe corrisposto meglio alle esigenze di alta qualificazione e specializzazione tecnica previste per i quadri dirigenziali.

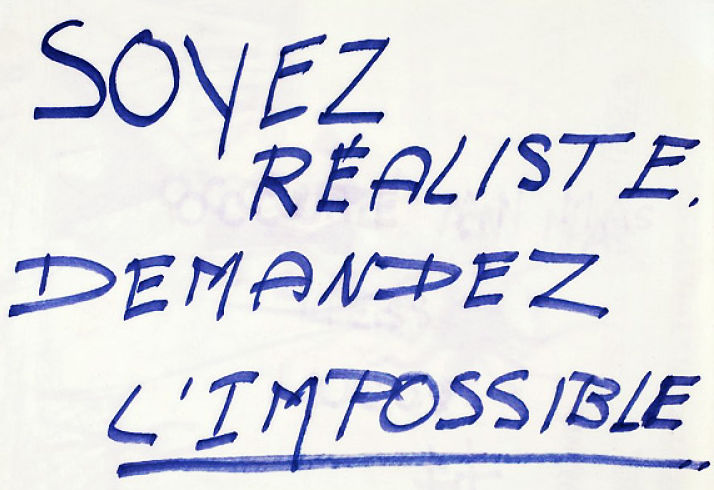
Siate realisti. Chiedete l'impossibile.

L'approvazione di questo piano, chiamato piano Fouchet, provocò un'immediata risposta da parte delle masse studentesche. Contro lo spirito tecnocratico del piano Fouchet, gli studenti e i professori progressisti dell'università di Nanterre decisero di scioperare. La protesta si allargò rapidamente e il 22 marzo prese il via il movimento più noto tra quelli sorti nella primavera del 1968. Questo movimento era capeggiato da un giovane anarchico, Daniel Cohn-Bendit, e denunciava l'esistenza di un'unica condizione di oppressione che accomunava studenti e operai.
L'agitazione studentesca diventò acuta, a inizio maggio, alla Sorbona e a Nanterre. I motivi di fondo erano anche l'inadeguatezza delle istituzioni, la richiesta di una maggior partecipazione studentesca alla gestione delle università, la ribellione alla dittatura «baronale». Ben presto le motivazioni politiche e ideologiche presero il sopravvento. L'occupazione alla Sorbona da parte degli studenti (2 maggio) rappresentò il momento di rottura, contrassegnato da scontri con la polizia. Inizialmente la sinistra francese prese le distanze dalle proteste studentesche, con Georges Marchais che espresse un giudizio sprezzante dicendo: «I gruppuscoli gauchisti, unificati in quello che chiamano il movimento del 22 marzo diretto dall'anarchico tedesco Cohn-Bendit, potrebbero solo fare ridere. Tanto più che in generale sono figli di grandi borghesi che metteranno presto a riposo la loro fiamma rivoluzionaria per andare a dirigere l'impresa di papà e sfruttare i lavoratori».
Il 6 maggio manifestarono a Parigi 15 000 persone e il giorno dopo 50 000. I loro propositi erano «l'immaginazione al potere», «siamo tutti indesiderabili», «proibito proibire», «siate ragionevoli, chiedete l'impossibile». Da quel momento iniziarono a scendere in piazza anche gli operai: i sindacati erano incerti, la sinistra «legale» era contemporaneamente affascinata e impaurita dalla deflagrazione improvvisa e largamente spontanea, che era anche una dichiarazione di guerra al generale Charles de Gaulle e al suo Primo ministro Georges Pompidou.
In seguito a una manifestazione del 13 maggio, ci furono scontri tra operai e studenti, che avevano sfilato insieme, poiché questi ultimi rifiutarono di sciogliere i loro assembramenti occupando la Sorbona e, di conseguenza, entrarono in sciopero le maestranze della Renault, mentre i teatri di Stato e l'Académie française finirono in mano agli estremisti. Nel Paese si scatenò l'anarchia, con il blocco delle scuole, delle fabbriche, delle ferrovie, delle miniere e dei porti: ci furono devastazioni, tumulti, le prime code di gente presa da panico davanti ai negozi di alimentari. Il segretario del Partito Comunista, Waldeck Rochet, propose la costituzione di un governo «popolare», ma il capo della Confédération générale du travail (il sindacato comunista) Georges Séguy, che per lo spontaneismo studentesco aveva un'avversione profonda, non volle lo sciopero insurrezionale.
Charles de Gaulle, in quel momento in Romania per una visita istituzionale, rientrò a Parigi in anticipo e il 24 maggio pronunciò un discorso televisivo di sette minuti in cui promise d'indire, entro giugno, un referendum: «Se doveste rispondere no, non c'è bisogno di dire che non continuerei ad assumere per molto le mie funzioni. Ma se, con un massiccio sì, esprimerete la vostra fiducia in me, comincerò con i pubblici poteri e, spero, con tutti coloro che vogliono servire l'interesse comune, a cambiare ovunque sia necessario le vecchie, scadute e inadatte strutture e ad aprire una via più ampia per il sangue giovane di Francia».
Nonostante il videomessaggio continuarono i disordini in città, e nel teatro dell'Odéon gli studenti proclamarono il proprio attacco alla «cultura dei consumi»: dichiararono che i teatri nazionali cessavano di essere tali diventando «centri permanenti di scambi culturali, di contatti tra lavoratori e studenti, di assemblee continue. Quando l'Assemblea nazionale diventa un teatro borghese, tutti i teatri borghesi devono diventare assemblee nazionali». Jean-Paul Sartre tenne discorsi alla Sorbona, ricevendo acclamazioni ma anche grida ostili, mentre il Ministro dell'Educazione Alain Peyrefitte rassegnò le dimissioni e i sindacati approvavano una bozza di accordo con miglioramenti salariali e normativi, facendo un passo indietro rispetto alle richieste iniziali.
Dopo un incontro con il generale Jacques Massu, che comandava le forze francesi in Germania Ovest, de Gaulle parlò nuovamente in televisione, annunciando lo scioglimento dell'Assemblea nazionale, indicendo le elezioni politiche il 23 e 30 giugno, revocando il referendum per motivi di ordine pubblico e scagliandosi contro gruppi «da tempo organizzati» che esercitavano «l'intossicazione, l'intimidazione e la tirannia». Nelle votazioni di fine giugno la destra gollista ottenne 358 seggi su 485 a disposizione, mentre la coalizione di sinistra ne perse 61 (Pierre Mendès France non fu rieletto). Il 16 giugno, una settimana prima delle votazioni, la Sorbona era stata evacuata dai duecento della «Comune studentesca» che ancora la occupavano; il 17 finirono i residui scioperi mentre il 27 giugno fu sgomberata l'École des beaux-arts. Il generale de Gaulle aveva vinto, e dopo la vittoria elettorale sostituì il Primo ministro Pompidou con Maurice Couve de Murville.
L'ondata pre-insurrezionale fu fermata anche per l'intervento della «maggioranza silenziosa», che aveva affermato il suo diritto e dovere di governare contro le frange estremiste, radunando agli Champs-Élysées tra le 600 000 e 1 000 000 di persone che manifestarono contro gli estremisti chiedendo stabilità per il Paese.

### Italia
Tra gli anni cinquanta e sessanta l'università italiana, da istituzione elitaria che era, divenne di massa grazie all'apertura all'iscrizione universitaria a tutti i diplomati delle scuole superiori. Questa trasformazione portò a problemi di sovraffollamento, a una sempre più scarsa interazione tra docenti e studenti, e alla totale mancanza di laboratori didattici. Una riforma fu tentata dal ministro dell'istruzione Luigi Gui con la legge 2314, che però non sposava le richieste degli studenti. Nel gennaio 1966 si verificò l'occupazione della facoltà di sociologia di Trento, prima occupazione di una sede universitaria in Italia. Il movimento studentesco trentino, guidato da figure come Marco Boato e Renato Curcio, protestò principalmente contro il sistema di insegnamento universitario avanzando richieste specifiche quali riconoscimento della laurea in Sociologia. L'occupazione si ripeté nell'ottobre dello stesso anno, ma fu interrotta a causa dell'alluvione di Firenze, che portò molti studenti a fornire aiuto nelle aree colpite, i cosiddetti angeli del fango. Nel febbraio 1966 il giornale studentesco del liceo Parini di Milano La zanzara, pubblicò un'inchiesta-sondaggio sulla posizione della donna nella società difendendo la libertà sessuale e proponendo l'educazione sessuale nelle scuole medie. Gli autori dell'articolo furono incriminati e processati, venendo però assolti dal presidente del Tribunale di Milano, Luigi Bianchi D'Espinosa, che li esortò "a non montarsi la testa".
A causa degli aumenti delle tasse universitarie, nel 1967 furono occupate e sgomberate diverse università italiane, tra cui l'Università di Pisa, l'Università degli Studi di Torino, l'Università Cattolica del Sacro Cuore di Milano. L'occupazione e lo sgombero dell'Università Cattolica di Milano e della facoltà di architettura a Torino portarono a una diffusione della protesta, con oltre 30000 studenti che marciarono per Milano. A Roma, il rettore Pietro Agostino D'Avack si risolse a invocare la forza pubblica per gestire i disordini. Fra i leader più noti c'erano anche Mario Capanna, Guido Viale, Toni Negri e Adriano Sofri. A Roma, all'inizio del 1968 fu occupata la cupola di Sant'Ivo alla Sapienza, a cui seguì uno scontro senza precedenti tra studenti e forze dell'ordine con centinaia di feriti e numerosi arresti, la cosiddetta battaglia di Valle Giulia. La condotta degli studenti fu duramente criticata anche da Pier Paolo Pasolini che commentò l'episodio nella sua poesia Il PCI ai giovani!!. Il Movimento Studentesco milanese, guidato da Mario Capanna, era il più organizzato e il 12 aprile 1968 assaltò la sede del Corriere della Sera. Nel maggio 1968, tutte le università, tranne la Bocconi, furono occupate, e la protesta si estese al di fuori dell'ambito universitario. Il 31 dicembre 1968, giovani protestarono davanti alla Bussola di Marina di Pietrasanta contro l'opulenza dei ricchi, lanciando uova e pomodori. La polizia sparò contro i manifestanti, colpendo Soriano Ceccanti, che rimase invalido.
Nel mondo del lavoro, le tensioni sociali e i conflitti emersero alla fine del 1968, quando in Sicilia durante un protesta bracciantile ad Avola la polizia uccise due manifestanti. Nel 1969, il movimento studentesco si unì agli scioperi operai dell'autunno caldo. Le agitazioni riguardavano il rinnovo di trentadue contratti collettivi, con richieste di aumenti salariali e riduzione dell'orario di lavoro. I Comitati Unitari di Base (CUB) sostituirono i sindacati ufficiali, richiedendo salari uguali per tutti gli operai. La tensione culminò con sabotaggi, incluso l'attacco alla FIAT nella rivolta di corso Traiano. Le richieste sindacali furono in gran parte accolte dopo una mediazione il 21 dicembre, portando a aumenti salariali, interventi sociali e la base per lo statuto dei lavoratori del 1970.

### Inghilterra
La cosiddetta università di massa è un traguardo che in Inghilterra si realizza ben prima del 1968. La popolazione studentesca, che nel primo decennio postbellico era rimasta stabile intorno alle 70 000 unità, nel 1965 aveva già raggiunto la quota dei 300 000 iscritti: una vera e propria rivoluzione silenziosa che aveva quadruplicato il numero degli iscritti, allargando verso le classi inferiori l’accesso all’istruzione terziaria. Il mutamento di funzione dell'università, che non è più luogo riservato alla formazione e alla riproduzione di una élite che imita lo snobismo culturale dei ceti dirigenti, innesca una serie di rotture: la Radical Student Alliance (Rsa), cui aderiscono giovani laburisti e comunisti, entra in conflitto proprio nel 1968 con la dirigenza della National Union for Students, il tradizionale sindacato semi-obbligatorio che organizzava fin dal 1923 gli studenti britannici.
L'epicentro delle proteste studentesche fu la London School of Economics (LSE), la prestigiosa sede universitaria caratterizzata dalla sua tradizione progressista, impegnata e filo-laburista, all'interno della quale il ruolo di avanguardia venne assunto dalla facoltà di Sociologia, in cui si iniziò a sperimentare la "libera università", richiamandosi al modello americano delle occupazioni e delle assemblee. Altre sedi universitarie furono al centro della mobilitazione internazionalista: a Cambridge viene contestato il discorso di Denis Healey, segretario alla difesa; simili contestazioni incontra all'università di Leeds Patrick Wall, deputato di estrema destra sostenitore del regime razzista rhodesiano. Il 30 maggio 1968 entra in agitazione l'università di Hull: gli studenti chiedono più democrazia; a Bristol è occupata la sede dell'unione studentesca e gli studenti chiedono che i locali siano aperti all'uso della città; alla Keele University; nel giugno, si protesta per ottenere rappresentanza nel senato accademico e nei comitati universitari. Nello stesso periodo a Newcastle, presso la Scuola di medicina, si tiene un teach-in sul Vietnam. Particolarmente intense sono le agitazioni nei college e nelle scuole d'arte. A partire dall’Hornsey College, la protesta si diffonde a Croydon, Birmingham, Liverpool, Guilford e al Royal College of Arts di Londra. Gli studenti delle scuole d'arte costituiscono un movimento per ripensare l'educazione all'arte e il disegno e assumono un ruolo di avanguardia nel movimento antiautoritario.
La lotta contro l'imperialismo e il razzismo è il collante delle varie anime del movimento studentesco britannico. A giugno dell’anno 1968 la Camera dei Lord boccia a maggioranza la proposta di sanzioni contro lo Stato razzista della Rhodesia. Scioperi di protesta sono organizzati dagli studenti in molte università. In autunno sarà la questione del Vietnam a innescare la ripresa delle mobilitazioni studentesche. Gli studenti della London School of Economics vogliono coinvolgere l'università nelle manifestazioni organizzate per il 27 ottobre a sostegno della lotta del popolo vietnamita. In seguito al diniego delle autorità accademiche, la London School viene occupata; comincia così uno stato di agitazione che si protrarrà fino alla fine dell'anno. Alla fine di ottobre, per riaprire il dialogo con i giovani, il governo laburista annuncia l'imminente estensione del voto ai diciottenni.
Tuttavia, benché proteste, occupazioni e mobilitazioni giovanili fossero una costante del Sessantotto britannico, un puntuale bilancio che ne attesti la portata non può che evidenziare un'estensione e un'intensità minori rispetto al ruolo che ebbero i movimenti in Francia, in Italia e in Germania, dove si crearono importanti saldature con il movimento operaio e numerose altre forme di mobilitazione sociale. Né tantomeno il movimento studentesco e giovanile britannico può essere paragonato al movimento negli Stati Uniti dove fu molto più esteso e duraturo, dando vita a una vera e propria cultura alternativa, una controcultura, che si riverbererà negli anni successivi soprattutto come nuovo modello di valori capace di farsi dominante.

### Germania Ovest
In Germania Ovest negli anni sessanta forte era la protesta giovanile contro la guerra in Vietnam, la forte presenza militare americana nel Paese e il marcato atlantismo del governo.
Nel 1966, come risposta al governo di Grosse Koalition guidato da Kurt Georg Kiesinger, venne fondata Außerparlamentarische Opposition, coalizione di sinistra la cui componente principale era l'organizzazione studentesca socialista (SDS).
Nel gennaio 1967 venne fondata a Berlino la Kommune 1, un raggruppamento che proclamava l'attacco al conformismo e a ogni valore borghese, e nell'aprile dello stesso anno organizzò un lancio di uova contro il vicepresidente USA Humphrey in visita alla città, con diversi suoi attivisti arrestati. Si moltiplicarono le manifestazioni di disprezzo verso la presenza di militari statunitensi, e il 5 febbraio 1968 manifestanti riuscirono a occupare brevemente l'Amerikahaus di Francoforte innalzandovi la bandiera del Fnl, con un seguito di scontri e arresti. Pochi giorni dopo si tenne a Berlino un grande convegno internazionale di denuncia dei crimini USA in Vietnam, seguito da una vasta manifestazione.
Nel mondo della scuola lo scontro era forte già nel 1967, quando il giornale studentesco Der Rote Turm venne sospeso per avere denunciato l'uso della tortura nelle prigioni della Spagna di Franco, e successivamente, in Assia, nella rivista scolastica Bienenkorb Gazzette comparve un'inchiesta sulla sessualità nei giovani, suscitando indignate reazioni nella stampa e in parlamento. Nel 1968 le azioni di protesta divennero sempre più dure. Venivano rifiutati i metodi disciplinari e selettivi, si bruciavano in piazza le pagelle, si susseguivano manifestazioni e occupazioni, si costruivano spazi alternativi di controcultura e di vita comunitaria. Figura molto nota fu Rudi Dutschke, studente di sociologia e dal 1965 leader carismatico dell'Sds (organizzazione degli studenti socialdemocratici tedeschi) berlinese, il quale successivamente subì un clamoroso attentato da parte di un neo-nazista che lo ferì gravemente con tre colpi di pistola l'11 aprile 1968, e fortunosamente riuscì a sopravvivere pur con danni permanenti.

### Cecoslovacchia

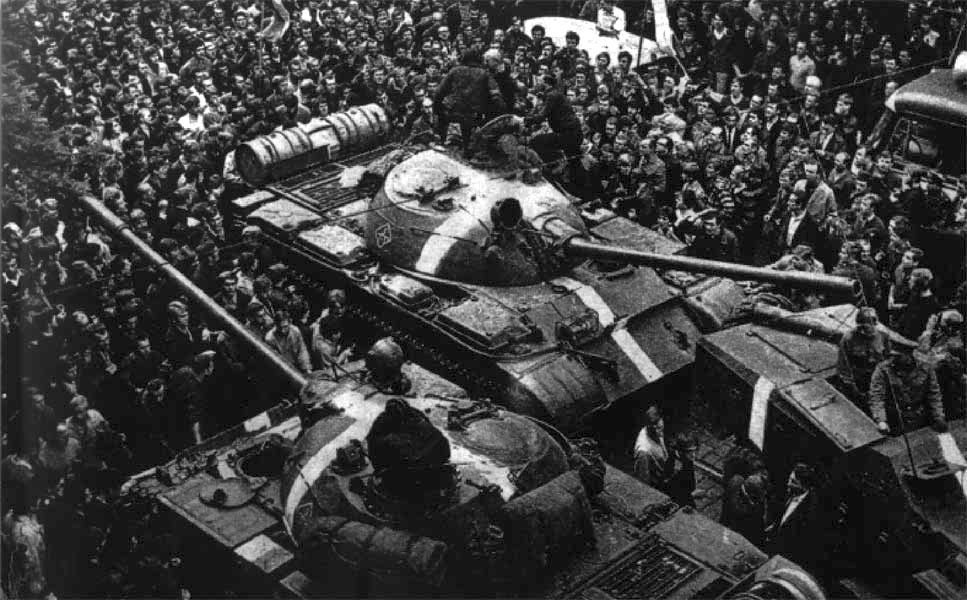
Praga, agosto 1968. Carri armati sovietici circondati dalla folla

Situazione ben diversa si aveva nei Paesi del Patto di Varsavia, dove le manifestazioni chiedevano più libertà di espressione e una maggiore considerazione delle opinioni e della volontà della popolazione sulle scelte politiche. La più alta delle manifestazioni di protesta fu la rivolta studentesca in Cecoslovacchia, che condusse alla svolta politica chiamata «Primavera di Praga».
L'avvento al potere di Leonid Il'ič Brežnev significò per la società sovietica la fine di ogni spinta riformatrice. Questa politica di conservazione riguardò anche tutti i Paesi del Patto di Varsavia, ma in Cecoslovacchia si era realizzato un originale tentativo di rendere democratico il sistema stalinista. Il progetto riformatore prevedeva l'allargamento della partecipazione politica dei cittadini e la ristrutturazione dell'economia, con la rinuncia del potere assoluto da parte dello Stato. A sostenere questo tentativo ci fu proprio il movimento politico e culturale della Primavera di Praga.
Tuttavia, nel timore che questo processo di democratizzazione contagiasse anche gli altri Paesi del blocco sovietico, l'URSS decise di soffocare con la forza il movimento di riforma. Con questa scelta così violentemente autoritaria molti partiti nazional-comunisti sparsi nel resto del mondo si dichiararono in totale disaccordo.

### Polonia
In Polonia, l'8 marzo, una massiccia agitazione studentesca portò a una manifestazione all'Università di Varsavia, dove gli studenti protestavano contro l'espulsione dei compagni Adam Michnik e Henryk Szlajfer. La manifestazione fu duramente repressa dalla polizia in borghese e molti dimostranti furono arrestati. I dipartimenti vennero chiusi e si vietò agli studenti di proseguire gli studi. La situazione si risolse politicamente con una violenta campagna antisemita che portò una ondata di emigrazioni. Furono tra venti e trentamila i cittadini polacchi di origine ebraica che emigrarono, rifiutando la propria cittadinanza polacca per ottenere in cambio un biglietto di sola andata Varsavia-Tel Aviv, via Vienna. Gli intellettuali protagonisti del marzo che rimasero in Polonia avranno una funzione di rilievo in relazione alle successive agitazioni operaie del 1970 e, più tardi, degli anni ottanta.

### Jugoslavia
In Jugoslavia, la rivolta degli studenti di Belgrado del giugno 1968, si concluse con l'accoglimento di alcune richieste e con una presa di posizione del maresciallo Tito in favore della critica e della mobilitazione di massa anche in regime socialista.

### Cina
Nella Repubblica Popolare Cinese il Sessantotto rappresentò il momento più acuto della rivoluzione culturale avviata nel 1966. Tutto il sistema di potere di questo Paese venne completamente trasformato. Partito dai gruppi di studenti universitari che protestavano contro i privilegi culturali ancora presenti nella società cinese, il conflitto fu subito appoggiato da Mao Zedong e dai suoi sostenitori, che lo radicalizzarono come strumento di pressione contro l'opposizione interna. Nell'estate del 1967 e agli inizi del 1968 lo scontro sembrò raggiungere un tale livello di acutezza da fare temere una guerra civile. Successivamente però la tensione si allentò, numerosi dirigenti giovanili furono allontanati dalle città e inviati nelle zone rurali. Si imposero ovunque i «Comitati rivoluzionari» che recuperarono i vecchi dirigenti. Infine gli avversari di Mao vennero emarginati.

### Giappone
In Giappone l'organizzazione giovanile di sinistra Zengakuren (lega nazionale degli studenti) già dalla fine degli anni 1950 aveva condotto dure lotte contro il pesante autoritarismo nella scuola (che sostanzialmente era rimasta la stessa di prima del 1945), raccogliendo anche il forte sentimento anti-USA per la loro ingerenza nel Paese e la politica imperialista e militarista nel Sud-est asiatico. Nel gennaio 1968, all'arrivo della portaerei americana Enterprise a Tokyo e poi a Sasebo, un'enorme massa di studenti assediò la base militare e un gruppo riuscì a penetrarvi. Successivamente si costituì lo Zenkyoto (Comitato di lotta interfacoltà) al quale aderirono non solo studenti, ma anche docenti e ricercatori di circa duecento università. A esso operai e cittadini si unirono in grandi manifestazioni contro la guerra in Vietnam che nel 1969 arrivarono ad attaccare parlamento, ambasciata USA e la grande stazione di Shinjuku. Successivamente il governo mosse vaste e violente forze di polizia che progressivamente ripresero il controllo delle università, da mesi in mano agli studenti, e si avviò una fase di dura repressione.

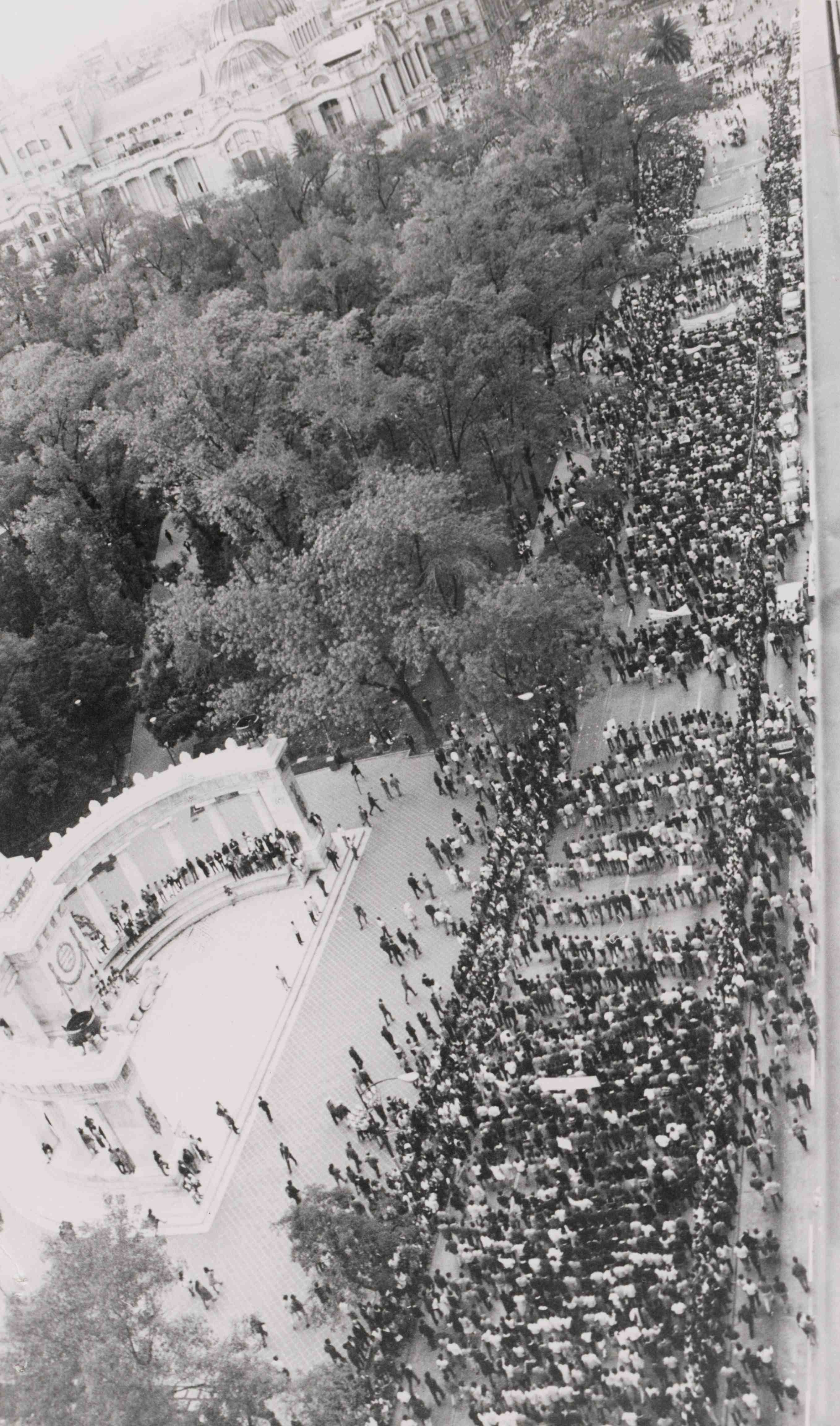
Manifestazione studentesca a Città del Messico, 27 agosto 1968

### Messico
Anche in Messico nel 1968 si ebbero vaste agitazioni studentesche, contro il governo autoritario del Partito Rivoluzionario Istituzionale al potere dal 1929 e per denunciare le drammatiche disuguaglianze sociali nel Paese. Nell'imminenza dello svolgersi delle Olimpiadi a Città del Messico, le proteste giovanili si intensificarono approfittando dell'occasione di una maggiore visibilità internazionale. Dopo due mesi di sciopero studentesco, il 2 ottobre 1968 oltre 10 000 studenti e semplici cittadini confluirono in Piazza delle tre culture e la riempirono per protestare contro il governo per dare vita a una manifestazione antigovernativa, del tutto pacifica. Seguendo un piano meticolosamente preparato, alle 17:30 tutta la piazza venne circondata da unità dell'esercito, che assieme a forze di polizia chiuse ogni via d'uscita. A un preciso segnale soldati appostati sui tetti del ministero degli Esteri e alcuni elicotteri in volo iniziarono il mitragliamento della folla, continuando per 60 minuti (la giornalista italiana Oriana Fallaci, che da un grattacielo osservava per documentare la protesta, venne gravemente ferita). Impedendo a chiunque altro di avvicinarsi, gli stessi militari raccolsero i cadaveri e li portarono via con propri camion. Alla stampa dichiararorono che i manifestanti avevano attaccato le forze dell'ordine che avevano sparato per difendersi, e comunicarono che i morti erano 29. E questo fu il numero che la stampa internazionale comunicò. Solo con il tempo le inchieste sui fatti rilevarono che le persone uccise erano circa 300 (strage di Piazza delle Tre Culture o di Tlatelolco).

### Uruguay
Il movimento degli studenti in Uruguay già dalla fine degli anni 1950 era particolarmente forte e combattivo. Con una legge del 1958 l'università era stata fortemente democratizzata: rettore e presidi di facoltà venivano eletti da un consiglio composto da docenti, ex studenti laureati e studenti. La politicizzazione dei giovani era notevole e orientata maggioritariamente a sinistra, sia nell'indirizzo riformista sia in quello rivoluzionario. Forte era la solidarietà verso la rivoluzione cubana, e grandi manifestazioni di protesta antiamericane (per gli interventi nella Repubblica Dominicana, in Congo e in Vietnam) contestarono diverse visite di grandi personalità statunitensi, culminando l'11 aprile 1967 quando Lyndon Johnson soggiornò a Punta del Este per una conferenza di capi di Stato. Su questo grande protesta il regista Mario Handler realizzò il film-documentario Mi piacciono gli studenti, con colonna sonora del cantautore anarchico Daniel Viglietti.

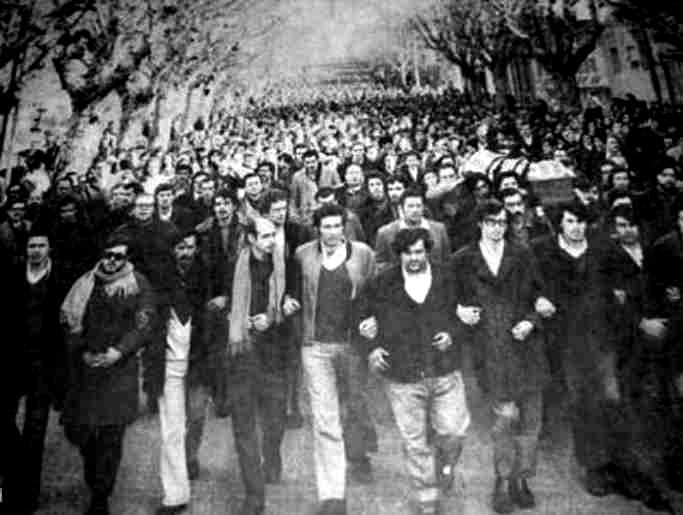
Corteo all'Università di Montevideo per commemorare l'uccisione dello studente Liber Arce, 1968

Il 10 maggio 1968 iniziò una serie di agitazioni studentesche partite con la protesta per l'aumento del prezzo degli abbonamenti per l'autobus. A loro si unirono giovani universitari con una propria rivendicazione di assegni di assistenza. I giovani bloccarono e occuparono diversi licei. Alla loro protesta si unirono professori e settori di lavoratori, passando alla denuncia degli alti costi di tutti i trasporti pubblici. La risposta del presidente Pacheco Areco fu feroce. Il 13 giugno 1968, con il decreto Medidas Prontas de Seguridad, proclamò lo stato di emergenza, iniziò a imprigionare gli oppositori politici, consentì la tortura nel corso degli interrogatori di polizia e represse con brutalità le dimostrazioni di piazza.
Il 6 luglio la polizia sparò contro un corteo di giovani ferendone gravemente sei. Il 9 agosto la polizia - fatto inaudito nella storia del Paese - fece irruzione nelle facoltà universitarie, e in qualche caso fece uso delle armi da fuoco, ferendo lo studente Mario Toyos. Il 14 agosto colpì alle spalle e uccise lo studente Liber Arce. L'episodio suscitò grande emozione nel Paese, dove fatti simili mai erano accaduti. Dopo ulteriori proteste degli studenti, il 20 settembre la polizia sparò di nuovo contro di loro uccidendo Hugo del los Santos e Susanna Pintos (anch'essi, come Liber Arce, aderenti alla Gioventù Comunista) e ferendone una quarantina. I giovani riempirono i muri di Montevideo cn la scritta "Liber Arce", che in lingua spagnola ha anche il significato "liberarsi".

## Effetti socio-culturali

### Il mondo cattolico
Negli anni '50 in Francia nacque l'esperienza dei preti operai, che sceglievano di lavorare in fabbrica per condividere le dure condizioni di vita dei lavoratori dell'industria, instaurando un dialogo anche con quella parte consistente di loro che era di orientamento social-comunista. Ebbero anche riconoscimenti ufficiali, come da parte del cardinale arcivescovo di Parigi Emmanuel Célestin Suhard; iniziative analoghe si estesero in altri Paesi dell'Europa occidentale. Tra i più noti preti operai, il domenicano Jacques Loew, che lavorò come scaricatore di porto a Marsiglia, il sacerdote Michel Favreau, morto poi in un incidente sul lavoro, e l'italiano Sirio Politi, che pubblicò il suo diario di vita in fabbrica, dal titolo "Uno di loro". Ma presto la gerarchia ecclesiastica si allarmò, la vicinanza di sacerdoti alle problematiche del lavoro e il loro coinvolgimento nei loro obiettivi rivendicativi erano tacciati di cedimento verso il marxismo. Così nel 1954 Pio XII impose l'allontanamento dei preti dalle fabbriche, consentendo solo una pastorale verso i lavoratori dall'esterno; soltanto dopo il Concilio Vaticano II, nel 1965, l'esperienza dei preti operai fu riconosciuta e riprese liberamente.
Prima in Brasile, poi in gran parte dell'America Latina, a partire dalla fine degli anni '50, nacquero le Comunità Ecclesiali di Base, impegnate a vivere e diffondere una fede che comprendeva l'attenzione verso i problemi sociali e l'impegno per raggiungere precisi obiettivi di miglioramento. Grandi figure come Paulo Freire, insegnante di Recife che sviluppò un nuovo metodo pedagogico incentrato sul processo di coscientizzazione del problema, ed Hélder Câmara, arcivescovo di Recife, contribuirono a una rilettura della pastorale fra i poveri e nella teologia stessa, che prese anche le forme di una contestazione del modo di porsi tradizionale della chiesa verso le masse. Si arrivò così a quell'ondata innovativa che prese il nome di teologia della liberazione, che coinvolse anche il mondo cristiano non cattolico. Alcuni teologi, come Richard Shaull, missionario presbiteriano, posero la questione se la rivoluzione potesse avere un significato teologico cominciando, insieme ad altri giovani protestanti, a discutere questi temi con sacerdoti domenicani e intellettuali cattolici. Storica fu la conferenza dell'episcopato latinoamericano di Medellín (1968), al centro della quale fu il concetto di opzione preferenziale dei poveri.
Anche in una realtà geografica e politica così diversa come il Sudafrica si sviluppò una teologia della liberazione nera nella lotta contro l'apartheid, in cui protagonista sarà, negli anni più recenti, il vescovo anglicano Desmond Tutu. Nel resto del continente tale teologia delegittimava la conquista coloniale, operata da europei "cristiani", causa della miseria nell'intera Africa.

### L'arte come contestazione della società capitalistica
A partire dagli anni cinquanta si sviluppò in Europa la «società industriale nella fase del capitalismo avanzato» o di quella «civiltà di massa» o «civiltà dei consumi» della quale i sociologi hanno esaminato tutte le caratteristiche: dal consumismo ai persuasori occulti (che attraverso una serie di canali di comunicazione trasformano l'uomo in consumatore diretto), dall'omogeneizzazione del gusto collettivo alla mercificazione di qualsiasi tipo di valori.
Questo aspetto si identificò con il discorso dell'industria culturale. Quest'ultima è causa ed effetto assieme di una situazione tipica della società odierna: il mercato dell'arte si allarga a dismisura, la richiesta dei beni culturali non si diversifica più da quella dei prodotti industriali, poiché anch'essi sono simboli di promozione sociale, prima ancora che di promozione culturale. Ciò comporta la riduzione del prodotto artistico a merce che segue le leggi del mercato; è la domanda a determinare l'offerta, e quindi la produzione, ed è il sistema a provocare la domanda. In ultima analisi, il prodotto artistico per essere fruibile e accetto al mercato deve essere gradevole, aproblematico, cioè omologo al sistema.
Di conseguenza il raggiungimento di questo obiettivo pone una pesante ipoteca sull'attività dell'artista che, condizionato dalle leggi del mercato, si può ridurre a docile produttore di asettici beni di consumo. A questo proposito scrisse Theodor W. Adorno:
In questa situazione è abbastanza agevole capire come mai, a partire dalla fine degli anni cinquanta, si sia avuto nel mondo letterario, e soprattutto in quello delle arti figurative, un pullulare di ricerche, sperimentazioni, «neoavanguardie». Di fronte alla negatività di certi fenomeni prodotti dall'industria culturale, scrittori e artisti hanno tentato, isolatamente o legandosi in «scuole» o «gruppi», la contestazione della prassi e dei valori della società di massa, con una varietà di atteggiamenti e di soluzioni che nelle arti figurative sembra avere assunto una volontà eversiva più marcata che nella letteratura.
È però indispensabile sottolineare che quel sistema che si vuole contestare ha ormai talmente perfezionato le sue tecniche di penetrazione e di condizionamento, e ha un tale potere di mercificare ogni prodotto culturale, che riesce a strumentalizzare anche quest'arte di contestazione a fini commerciali, presentandola con l'attrattiva della novità. E così, a livello di costume, il sistema commercializza la contestazione giovanile e ne canonizza un abbigliamento rituale, realizzando così grossi affari: a un diverso livello, mercifica e banalizza i moduli dell'arte informale, riducendo il recupero dell'arte popolare a mode naïf, a recupero del rustico, del primitivo.

### I cambiamenti nell'arte
Questi cambiamenti ben presto porteranno a una nuova espressione dell'arte, del tutto originale, che si adatterà alle nuove esigenze del mondo culturale: l'arte di tutti, la pop art.
In precedenza i pittori erano diventati un tutt'uno con il mondo fisico esterno, tanto che era impossibile capire quanto fosse dovuto all'autore e quanto lo influenzasse il mondo esterno. L'immaginazione di tutti, e in particolare dei pittori, era stata fortemente impressionata dalle esplosioni nucleari, le quali non hanno confini, fondono tutto ciò che incontrano alla loro elevatissima temperatura. Da ciò derivò una pittura di tipo espressionistico, in cui nulla era distinguibile, tutto si consumava in un unico fuoco.
All'inizio degli anni sessanta tutto cambiò: allontanato il terrore di una guerra atomica e cresciuta l'approvazione per la tecnologia, vista come dispensiera d'abbondanza e ricchezza, si innescò il fenomeno del boom industriale e del connesso consumismo. A questo punto, diveniva inutile l'aggressione alle cose da parte degli artisti: era meglio ritirarsi e lasciarsi penetrare dalla forza del progresso, rappresentata dagli oggetti prodotti in gran numero dall'industria ed esaltati dalla pubblicità.
Colui che riuscì a rappresentare, nel migliore dei modi, questo mutamento repentino fu Roy Lichtenstein: con lui gli oggetti penetrano, si stampano da protagonisti nelle tele dell'artista. Ma a essere rappresentati non sono le cose appartenenti a uno stato di natura, ma gli oggetti usciti dal ciclo produttivo dell'uomo, definiti oggetti-cultura, oggetti «non trovati» o «raccolti», ma volutamente fabbricati per soddisfare fabbisogni di massa. Proprio da qui giunse il connotato «popolare» di quest'arte, dalla cui abbreviazione in inglese derivò il termine pop. «Arte popolare» intesa non in senso di degradazione, ma perché si serviva di oggetti-merce: suo obiettivo era quello di esaltare l'oggetto industriale (trascurato dall'arte), estraniandolo dal proprio ambito al fine di farci notare la sua esistenza, concentrando l'attenzione su di esso. Il metodo usato era quello dello straniamento, ottenuto attraverso il ricorso a diverse tecniche atte a decontestualizzare gli oggetti all'interno di una composizione artistica, in modo da giungere, mediante la loro libera associazione, a un significato inedito. All'interno della pop art ebbe successo anche il combine painting, cioè ricombinazioni di cose vere con la pittura.
I principali rappresentanti della pop art sono stati Claes Oldenburg, Andy Warhol e Roy Liechtenstein: il primo prendeva le forme della vita, le isolava, le ingrandiva e ne studiava i dettagli; il secondo puntava sulla riproducibilità dell'opera d'arte, da considerare anch'essa bene di consumo, rappresentando divi e politici del tempo come Marilyn Monroe o Mao Zedong, ma anche i barattoli della zuppa Campbell's o le bottiglie della Coca-Cola, in multiplo, e con una produzione seriale grazie all'utilizzo della serigrafia.
Liechtenstein affrontò l'intero mondo della mercificazione; difatti, una sua prima affermazione si compì attraverso la riproduzione dei prodotti alimentari, come le carni nei supermercati, impacchettate nella plastica al pari di qualsiasi altro prodotto confezionato, e di tutti gli altri prodotti esposti negli stessi supermercati – materiale elettrico, bombolette spray, articoli sportivi. Alla fine, quando la scena era già stata preparata e addobbata, si dedicò al protagonista: l'essere umano.
Anche per l'uomo entrava in scena la pubblicità, tuttavia lo riguardava anche un'altra forma di consumo, la narrazione di storie sentimentali: infatti, in quegli anni si consumava tanta stampa rosa, pagine e pagine di immagini tracciate con linee larghe, flessuose e sintetiche rotte dal levarsi dei fumetti, nuvolette che scandivano frasi stereotipate, che scorrevano in sequenza. Intervenendo su un materiale del genere, Liechtenstein si fece forte di un nuovo strumento di «straniamento»: ingigantiva su tele di ampio formato una singola casella di una «striscia», arrestandone il flusso, determinando l'effetto del blocco. Liechtenstein utilizzò nella sua pittura il puntinato Ben-Day, che diventerà una sua cifra stilistica inconfondibile, esasperando una tecnica tipica della stampa tipografica, con l'uso di retini di grandi dimensioni per dare l'idea di una realtà mediata dalla mole di immagini che nella realtà contemporanea vengono stampate e trasmesse.
Anche in Europa si diffuse rapidamente questo fenomeno, tuttavia andò trasformandosi in varie tendenze che sconfinavano in altre (Nouveau Réalisme). Tra gli italiani coinvolti ci furono Mimmo Rotella, Valerio Adami ed Enrico Baj.

### I cambiamenti nella musica

#### Musica di massa

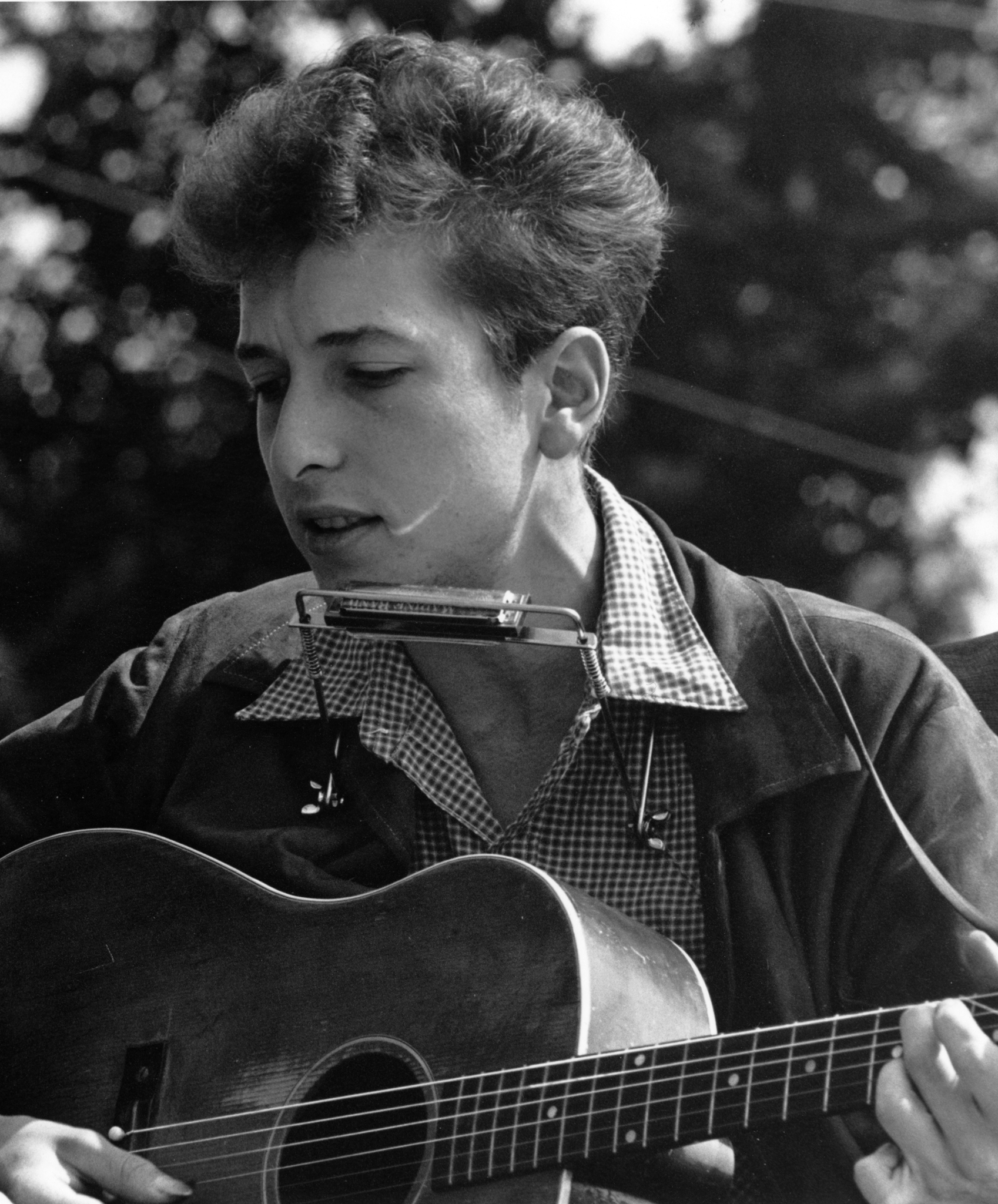
Bob Dylan alla Civil Rights March a Washington DC, 28 agosto 1963

La contestazione non si esauriva a quei modelli culturali che investivano le forme d'arte, quelle letterarie e morali, giacché riuscì a trovare nella musica un ulteriore canale di diffusione, sicuramente più incisivo. Il modello musicale che si sviluppava in contemporanea alla beat generation fu il rock and roll, un tipo di musica in uso fra la popolazione bianca, che interpretava il senso di inquietudine, di protesta e di ribellismo dell'epoca. Esso si proponeva come un veicolo anti-tradizionalista e anticonformista, che voleva mettere al bando la musica melodica e sentimentalista e produrre un nuovo sound provocatorio.
Con questo genere quindi si arrivava a un punto in cui libertà in musica, nei costumi e libertà sessuale si fondevano prepotentemente, fra i maggiori interpreti ricordiamo i Rolling Stones, Bill Haley, Jim Morrison, Jimi Hendrix, i Beatles ed Elvis Presley. Al movimento della beat faceva seguito quello degli hippy, «figli dei fiori», particolarmente presente durante gli anni della guerra del Vietnam. Interpreti del pacifismo e della solidarietà tra i popoli furono Joan Baez, John Lennon e Bob Dylan, di quest'ultimo bisogna necessariamente citare la sua Blowin' in the Wind.
In Italia, in realtà, il Sessantotto si visse qualche anno più tardi, ma, dal punto di vista musicale, le prime tracce della ribellione appaiono come fenomeno di massa già nel 1966, quando Franco Migliacci e Mauro Lusini scrissero il testo di C'era un ragazzo che come me amava i Beatles e i Rolling Stones. La canzone fu cantata da un Gianni Morandi inedito. Il cantante bolognese era il classico interprete di testi facili e sentimentali come La fisarmonica e Se non avessi più te, per cui la sua avventura folkbeat fu scoraggiata da più parti. La canzone venne decisamente censurata dalla Rai per i versi "mi han detto: vai nel Vietnam e spara ai Viet Cong", ritenuti antiamericani (gli USA erano, allora come oggi, alleati dell'Italia). Ci fu addirittura un'interrogazione parlamentare nella quale si chiedeva come "si permettesse a un autore di musica leggera di criticare la politica estera di un paese amico come gli Stati Uniti". I funzionari di viale Mazzini, per le trasmissioni televisive in cui era prevista l'esecuzione pezzo, chiedevano di sostituire le parole incriminate (Vietnam e Viet Cong). Migliacci e Morandi si trovarono costretti a sostituire la frase con la fuorviante e piuttosto ridicola "mi han detto: vai nel tatatà e spara ai tatatà".
In molti casi erano autori e discografici che, per non incappare nella censura, la prevenivano "autocensurandosi". Per esempio venne lanciata da Rita Pavone, e con molto successo, Datemi un martello una versione italiana della canzone di protesta If I Had a Hammer dello statunitense Pete Seeger su testo di Lee Hays. Nella versione originale si chiede un martello, poi una campana, poi una canzone per risvegliare nelle persone l'impegno per la libertà, la giustizia e l'amore fra tutti gli esseri umani. Nella versione italiana si cancellò ogni traccia del messaggio originario: vi si chiede un martello da dare in testa alle amiche che ti rubano il ragazzo e a tutte le persone antipatiche.
L'ostacolo più grande venne dalla Rai, la cui censura si scagliò contro il testo eccessivamente esplicito, che citava la guerra in Vietnam, che proprio in quegli anni stava scrivendo alcune fra le pagine più sanguinose della storia contemporanea. Le idee e le atmosfere evocate, tipiche della gioventù dell'epoca, contribuirono a un successo senza precedenti per una canzone di questo tipo e soprattutto senza confini, dato che fu ripresa da Joan Baez che la consacrò quale inno alla pace. Da citare anche Lucio Battisti con Uno in più e la «Linea Verde» di Mogol.
Molte canzoni furono scritte sugli avvenimenti di quegli anni, le più significative della musica italiana furono quelle composte da Fabrizio De André raccolte nell'album Storia di un impiegato. Anche Francesco Guccini, cantautore dichiaratamente anarchico, dedicò agli avvenimenti in Cecoslovacchia un pezzo naturalmente intitolato Primavera di Praga, dall'album Due anni dopo del 1970, e citò il periodo anche nella canzone Eskimo («Infatti i fori della prima volta, non c'erano già più nel Sessantotto»), nell'album Amerigo del 1978. Di grande importanza è anche la canzone Come potete giudicar dei Nomadi, vero e proprio inno alla libertà che con le sue parole toccò i problemi di quegli anni.
In rapporto alla guerra nel Vietnam e alla musica in voga in quel 1968 significativa è stata, sia sotto l'aspetto professionale che umano, l'esperienza vissuta dal gruppo musicale de Le Stars raccontata nel volume Ciòiòi '68 - In Vietnam con l'orchestrina.

#### Musica militante
Per musica militante si intende quella impegnata in modo specifico nelle battaglie del Sessantotto, soprattutto a opera di autori o esecutori la cui produzione era totalmente, o in gran parte, incentrata su questi contenuti.

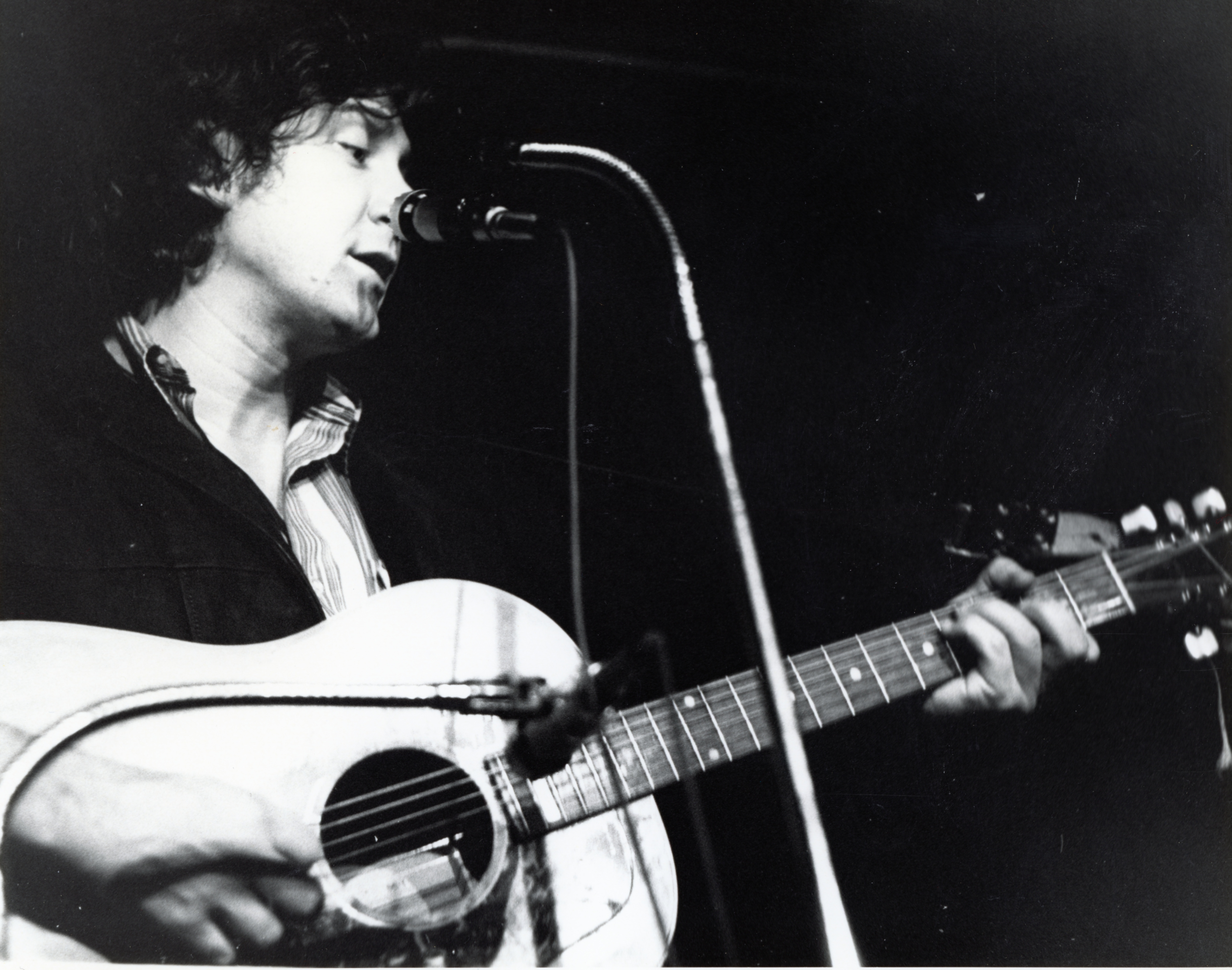
Phil Ochs

Negli USA, negli anni '50 e '60, figura centrale della canzone folk di protesta fu il cantautore Woody Guthrie, che si univa alle lotte dei lavoratori con le armi della voce e della chitarra (che recava scritto This machine kills fascists). Seguirono Pete Seeger, autore di If I Had a Hammer e Where Have All the Flowers Gone?, e Phil Ochs, che scrisse I Ain't Marching Anymore, bandiera di tante marce contro la guerra in Indocina. e There but for Fortune. Joan Baez, attiva in innumerevoli marce di protesta, fu principalmente un'interprete, ma anche autrice di alcune canzoni, fra cui Saigon Bride sulla guerra in Vietnam.
In Italia nei primi anni '60 operavano alcuni gruppi e singoli, autori e interpreti di canzoni folk di denuncia sociale e di protesta. Il Nuovo Canzoniere Italiano si formò nel 1962 per iniziativa di Roberto Leydi e Sandra Mantovani. Vide la partecipazione di numerose importanti figure: Michele Straniero, Caterina Bueno, Giovanna Daffini, Fausto Amodei, Giovanna Marini, il Gruppo Padano di Piadena. Girarono l'Italia con spettacoli di teatro-canzone e realizzarono diverse incisioni per I Dischi del Sole. il 20 giugno 1964, al festival dei Due Mondi di Spoleto, Michele Straniero cantò O Gorizia, tu sei maledetta, canzone di trincea della prima guerra mondiale, e l'esecuzione suscitò scandalo. Partì una denuncia per vilipendio alle forze armate italiane contro Straniero e i responsabili dello spettacolo. I versi "Traditori signori ufficiali / che la guerra l'avete voluta / scannatori di carne venduta / e rovina della gioventù" avevano suscitato in sala la reazione di un ufficiale. Nelle serate successive lo spettacolo venne ripetutamente disturbato da gruppi di fascisti.
Ivan della Mea scrisse canzoni-simbolo: O cara moglie (1966), Creare due, tre, molti Vietnam (1968). Paolo Pietrangeli fu autore di Valle Giulia, Repressione e la notissima Contessa, considerata l'inno del Sessantotto. Pino Masi compose Compagno Saltarelli noi ti vendicheremo e La ballata di Franco Serantini. Alfredo Bandelli scrisse La violenza (La caccia alle streghe). Della vasta produzione di Giovanna Marini è da ricordare l'LP I treni per Reggio Calabria, che raccontava l'odissea dei treni che, nell'ottobre 1972, da tutta Italia portarono decine di migliaia di lavoratori e cittadini a sfidare l'arroganza dei neofascisti che avevano precedentemente guidato la rivolta dei "Boia chi molla" dell'anno prima; neofascisti tentarono di impedire l’arrivo dei manifestanti con una serie di attentati ai treni: otto bombe nella notte tra il 21 e il 22 ottobre 1972, con un deragliamento,

### Lo sport e la politica

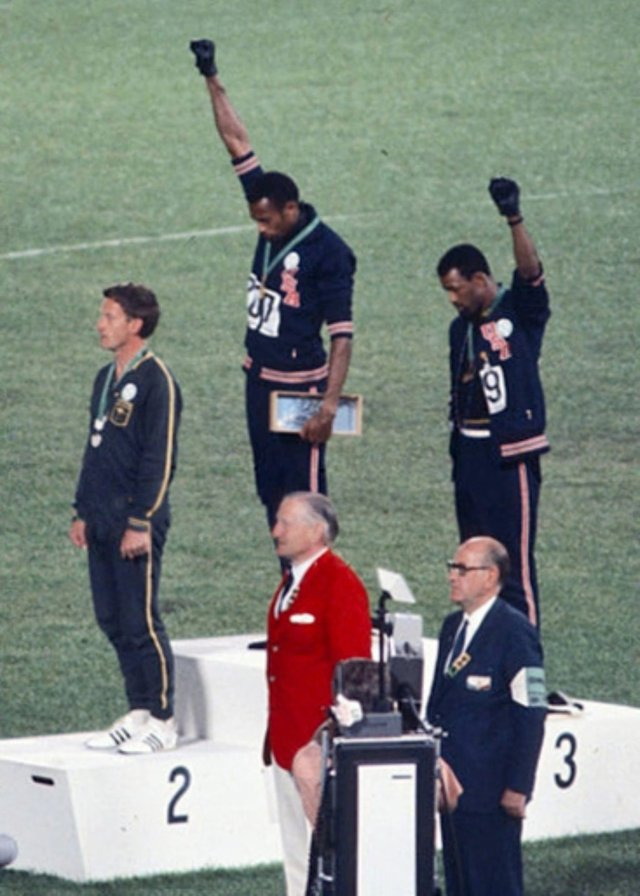
John Carlos, Tommie Smith, Peter Norman, Olimpiadi 1968

Le grandi manifestazioni sportive mondiali, negli anni sessanta, si rivelarono un utile e importante strumento di pressione politica o una ideale cassa di risonanza per atti e manifestazioni che con lo sport non avevano nulla a che fare.
Il fenomeno ebbe molto risalto, per esempio, ai Giochi olimpici del 1968 a Città del Messico con la protesta antirazzista degli atleti di colore statunitensi Tommie Smith e John Carlos, sprinter di colore, oro e bronzo nei 200 metri, che, sul podio della premiazione, alzarono il pugno chiuso in un guanto nero, simbolo del movimento Pantere Nere, e chinarono la testa quando venne suonato l'inno nazionale statunitense. Smith, disceso dal podio disse: «Se io vinco sono un americano, non un nero americano. Ma se faccio qualcosa di sbagliato, allora diranno che sono un negro. Noi siamo neri e siamo orgogliosi di essere neri. L'America nera comprenderà ciò che abbiamo fatto stanotte».
Il comitato olimpico americano li bandì dai giochi olimpici.

## Filmografia
- Alice's Restaurant, regia di Arthur Penn (1969)
- Lotte in Italia, regia di Gruppo Dziga Vertov (1970)
- Fragole e sangue, regia di Stuart Hagmann (1970)
- Woodstock - Tre giorni di pace, amore e musica, regia di Michael Wadleigh (1970)
- La classe operaia va in paradiso, regia di Elio Petri (1971)
- Crepa padrone, tutto va bene, regia di Jean-Luc Godard (1972)
- Hair, regia di Miloš Forman (1979)
- The Dreamers - I sognatori, regia di Bernardo Bertolucci (2003)
- La meglio gioventù, regia di Marco Tullio Giordana (2003)
- Les Amants réguliers, regia di Philippe Garrel (2005)
- Across the Universe, regia di Julie Taymor (2007)
- Il grande sogno, regia di Michele Placido (2009)